# Monstera cenepensis
Monstera cenepensis — вид квіткових рослин родини ароїдних.

## Опис
Геміепіфіт. Листкові ніжки до 48 см завдовжки; листкові пластини яйцеподібні, 43.5 × 18.5 см.

## Поширення
Місцем проживання Monstera cenepensis є північне Перу.